# ستيف لوند (ممثل)
ستيف لوند (بالإنجليزية: Steve Lund)‏ (و. 1989  م) هو ممثل، وممثل تلفزي كندي، ولد في هاليفاكس.

## وصلات خارجية
- ستيف لوند على موقع IMDb (الإنجليزية)
- ستيف لوند على موقع ألو سيني (الفرنسية)
- ستيف لوند على موقع أول موفي (الإنجليزية)
- ستيف لوند على موقع قاعدة بيانات الفيلم (الإنجليزية)
- ستيف لوند على موقع كينوبويسك (الروسية)
- ستيف لوند على موقع كينوبويسك (الروسية)